# Idrottsföreningen Kamraterna, Helsingfors
L'HIFK (Helsingfors IFK o Helsingin IFK, nome completo Idrottsföreningen Kamraterna, Helsingfors), è una società sportiva di Helsinki. Oltre al calcio, l'Helsingfors IFK ha le sezioni hockey su ghiaccio, bandy, floorball, pallamano, atletica leggera e bowling. Essendo stata fondata nel 1897, è la più antica IFK della Finlandia.

## Calcio
La sezione calcio, fondata nel 1907, è stata una delle squadre protagoniste del campionato finlandese di calcio fino agli anni settanta, vincendo 7 titoli nazionali, conquistando 7 secondi e 4 terzi posti, partecipando a due edizioni della Coppa dei Campioni e ad una di Coppa UEFA. Dopo la retrocessione nella seconda divisione del 1972, l'HIFK ha disputato campionati fino al quinto livello del calcio finlandese, finché nel 2014 ha vinto il campionato di Ykkönen ed è stato promosso nella massima divisione finlandese, la Veikkausliiga. Nella stagione 2016 gioca nella Veikkausliiga. Il derby con l'altra squadra di Helsinki l'HJK è particolarmente sentito e offre match ricchi di emozioni e scontri tra tifoserie 

### Palmarès
- Mestaruussarja: 7

1930, 1931, 1933, 1937, 1947, 1959, 1961

## Hockey su ghiaccio
La sezione di hockey su ghiaccio conosce invece successi più recenti: ha conquistato sinora 8 campionati finlandesi, il primo nel 1969 e l'ultimo nella stagione 2011.

### Palmarès
- Campionato finlandese: 8

1969, 1970, 1974, 1980, 1983, 1998, 2011.